# Lily Allen
Lily Rose Beatrice Allen (Londra, 2 maggio 1985) è una cantautrice e personaggio televisivo britannica.
Ha scalato le classifiche mondiali dal 2006 grazie a singoli come Smile, Not Fair, The Fear e Fuck You. Dopo cinque anni di pausa, nel 2013 la cantante annuncia l'uscita del suo nuovo album nel 2014, anticipato dai singoli Hard out Here e Air Balloon.

## Biografia

### Infanzia
Figlia di Keith Allen e della produttrice cinematografica Alison Owen e cugina di terzo grado del cantante soul Sam Smith, Lily è nata a Londra, nel quartiere di Hammersmith; i suoi genitori si separarono quando lei aveva solo 4 anni, il che comportò numerosi trasferimenti fino a prendere definitivamente residenza nel quartiere di Islington. Ha una sorella maggiore di nome Sarah e due fratelli minori, Rebecca e Alfie, quest'ultimo noto per la sua interpretazione di Theon Greyjoy in Il Trono di Spade. La cantante ha dedicato ad Alfie una canzone.
Tra i 5 e i 14 anni, anche a causa del suo temperamento ribelle, frequentò tredici diverse scuole, inclusa la scuola privata "Hill House School", famosa per essere tra le cinque scuole private più care del Regno Unito. A 14 anni fuggì di casa per recarsi al festival di Glastonbury e un anno dopo lasciò definitivamente gli studi. A Ibiza incontrò George Lamb, famoso talent scout britannico, che le presentò i musicisti e produttori musicali del gruppo Future Cut, autori della musica di gran parte delle canzoni dell'album di debutto di Lily.

## Carriera

### Gli inizi: Regal Records & MySpace (2002-2005)

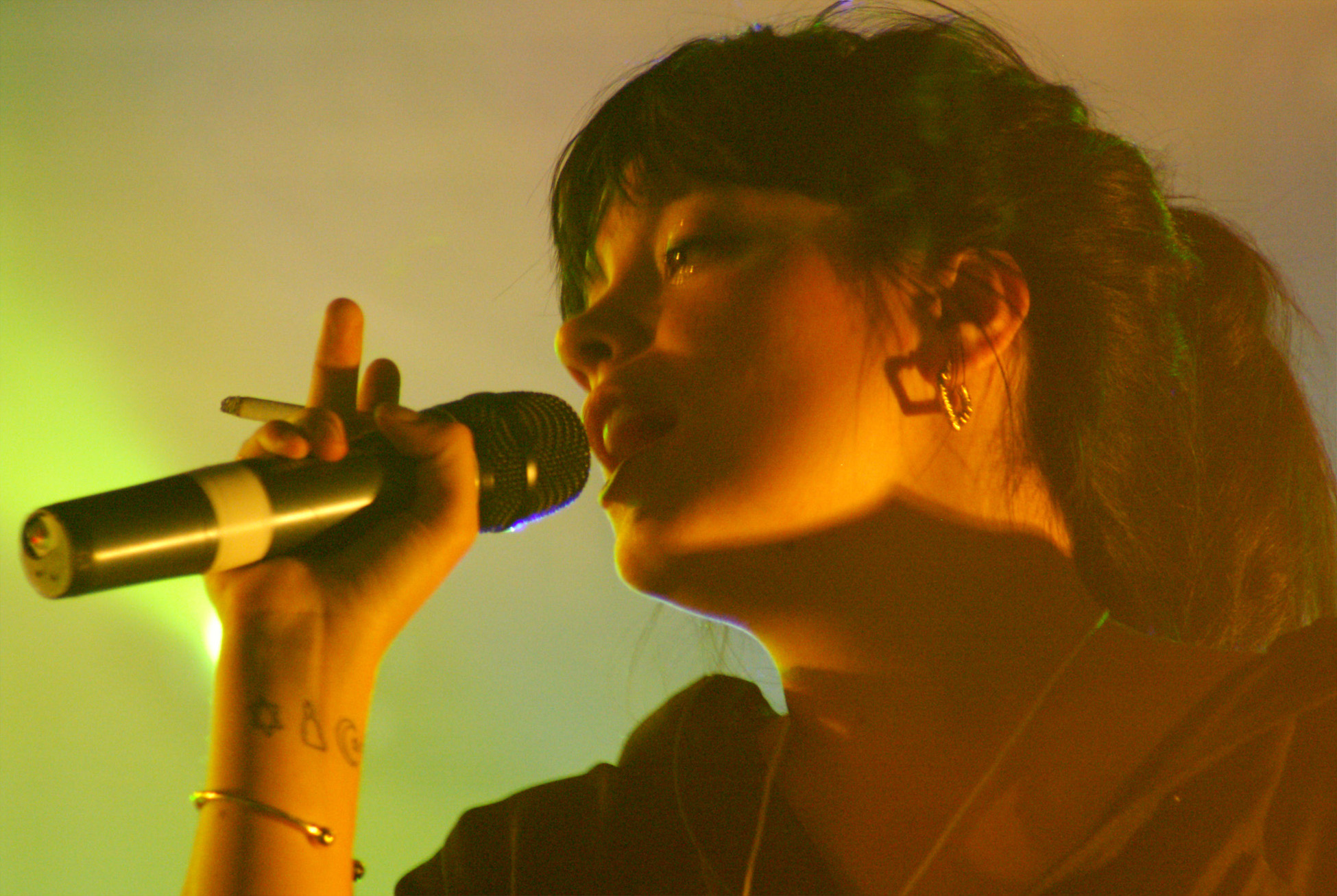
Lily Allen durante un'esibizione dal vivo il 7 luglio 2007 al Solidays Music Festival

Dopo esser stata rifiutata da molte etichette discografiche la cantante viene presa in considerazione dalla Warner Music, anche se dopo solo tre anni Allen firma con la Regal Records (Parlophone/EMI).
Durante il 2005 Lily Allen si iscrive su Myspace, dove inizia a pubblicare diverse demo, tra cui LDN, e due Mixtape, che in poche settimane riscuotono molto successo.
Il 24 aprile 2006 viene pubblicato come suo primo singolo LDN solo in una versione limitata in vinile, in cui è anche presente la canzone Knock 'Em Out).  Grazie al successo ottenuto sul web, durante il mese di maggio la cantante ottiene un contratto per quattro serate al Notting Hill Arts Club di Londra.

### Alright, Still:il successo (2006-2008)
Il 6 luglio 2006 viene pubblicato Alright, Still che arriva alla seconda posizione della classifica inglese ricevendo giudizi positivi: the Guardian assegna all'album cinque stelle su cinque. Il 16 luglio Allen collabora con Mark Ronson nel singolo Oh My God, cover di Kaiser Chiefs . Il 30 gennaio 2007 l'album arriva negli Stati Uniti d'America, debuttando tra le prime 20 posizioni della Billboard. Nel 2007 la cantante fa la sua prima apparizione al Glastonbury Festival, accompagnata da due membri dei The Specials; durante lo stesso anno la cantante fa la sua prima apparizione in televisione, conducendo il talk-show Lily Allen & Friends in onda su BBC3, basato sul fenomeno del social-networking che ha contribuito a lanciare la sua carriera.

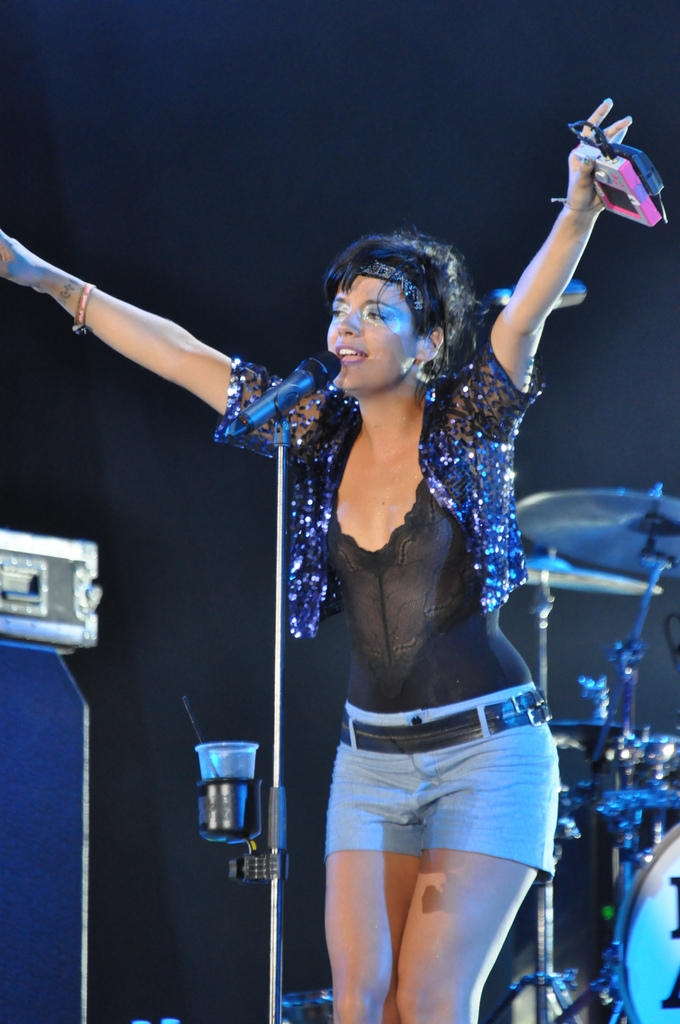
Lily Allen al Sziget 2009 a Budapest

Tra il 2007 e il 2008 Allen riceve molte nomination, tra cui una ai Grammy Award nella categoria Best Alternative Music Album. 

### It's Not Me, It's Youe la pausa (2008-2011)
Il 9 febbraio 2009 esce il suo secondo album intitolato It's Not Me, It's You, preceduto dal singolo dalle sonorità indie elettroniche The Fear, che in una settimana passa dalla posizione numero 168 alla numero 1 della classifica inglese. A questa canzone seguono Not Fair e Fuck You in rotazione radiofonica a partire rispettivamente da aprile e da agosto 2009. Nel frattempo la cantante presenta il suo primo tour mondiale, It's Not Me, It's You World Tour, con più di 100 tappe in totale. Il 31 marzo 2009 viene lanciato per il mercato statunitense F.U.E.P., il primo Extended play della cantante.. Il 25 settembre 2009 Lily Allen annuncia ad una tv inglese che non rinnoverà il contratto discografico con la EMI per dedicarsi alla carriera di attrice. Il 24 novembre esce l'EP Paris Live Session e ad aprile 2010 esce Back to the Start che è l'ultimo singolo dal secondo album.
Nel settembre del 2010 collabora assieme al rapper inglese Professor Green in Just Be Good to Green , invece nel settembre 2011 collabora con T-Pain e Wiz Khalifa in 5 O'Clock

### Sheezus: il ritorno nel mondo della musica (2013-2014)
Nel giugno 2012 Allen dichiara di essere al lavoro con Greg Kurstin su nuovo materiale per il suo terzo album in studio. Nel settembre 2012 canta duettando insieme alla cantante Pink nel brano True Love, estratto nel luglio 2013 come quarto singolo dall'album The Truth About Love.

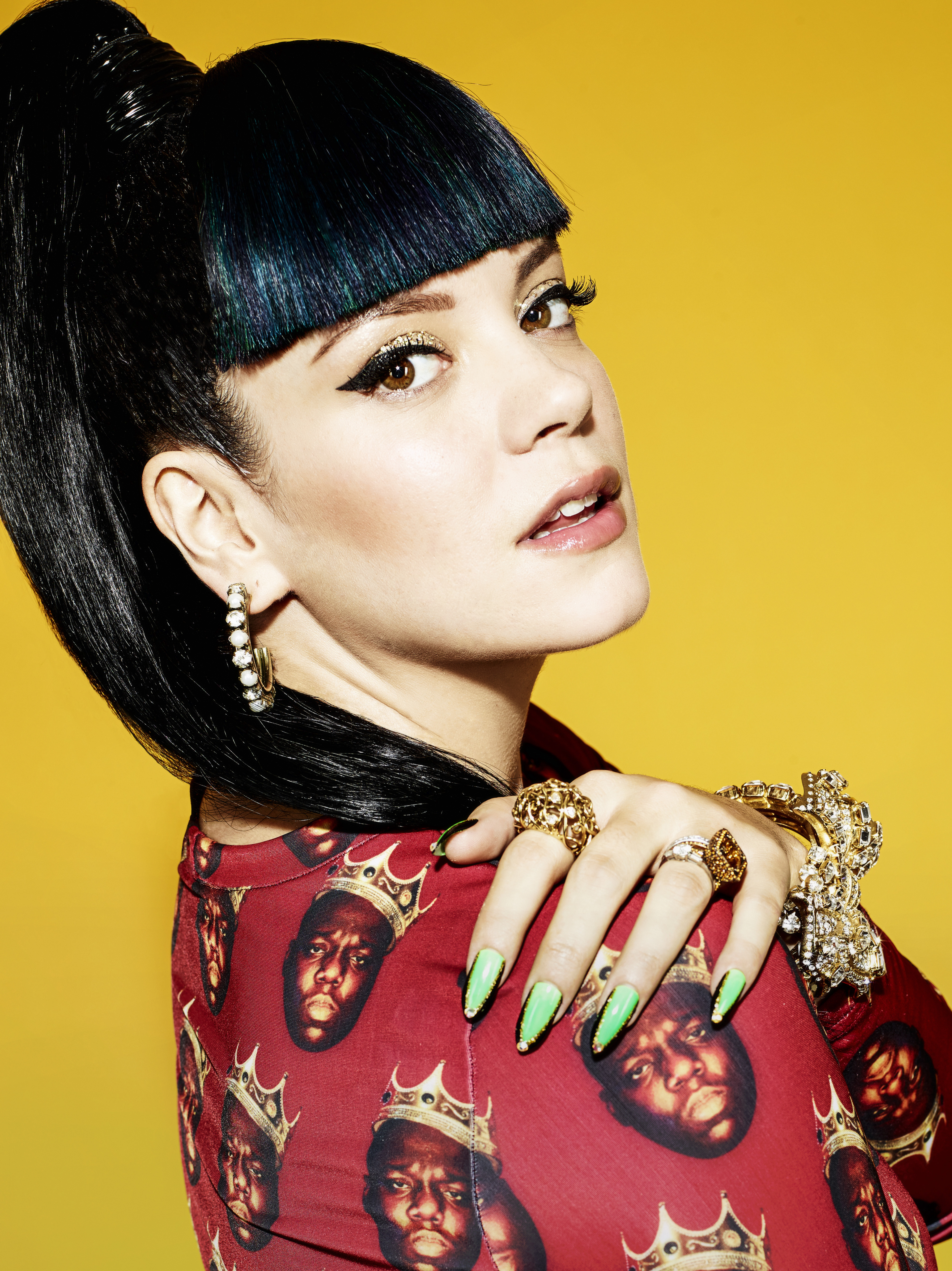
Lily Allen nel 2013

Nel novembre 2013 viene pubblicato il singolo Somewhere Only We Know, cover dei Keane, per il messaggio natalizio da parte di John Lewis, un grande magazzino, seguito dalla pubblicazione del singolo Dream a Little Dream, in collaborazione con Robbie Williams.
Il 12 novembre 2013, Lily Allen pubblica sul suo sito ufficiale il video del suo nuovo brano Hard out Here che ottiene il plauso della critica. Il brano si posiziona al primo posto nella TOP10 britannica e ottiene parecchio successo in tutta Europa.
Il 13 gennaio 2014 viene presentato il secondo singolo estratto dal terzo album in studio, Air Balloon, che viene pubblicato per il download digitale il 31 gennaio. Il 10 marzo, in occasione della pubblicazione della cover e della tracklist dell'album, la cantante pubblica il video del terzo singolo estratto da Sheezus: Our Time.
Durante un'intervista con il conduttore televisivo Graham Norton, avvenuta il 21 febbraio 2014, la cantante annuncia che il titolo del disco sarà Sheezus, in riferimento all'album del rapper americano Kanye West Yeezus e sarà pubblicato nel mese di maggio. Da Sheezus, che ha debuttato al vertice delle graduatorie britanniche grazie ad una vendita di oltre 35 000 copie nella prima settimana di disponibilità, vengono successivamente estratti altri due singoli: URL Badman e As Long as I Got You.

### No Shame(2017-oggi)
Nel dicembre 2017 pubblica il singolo Trigger Bang, che vede la partecipazione del rapper Giggs.
Nel giugno 2018 pubblica il suo quarto album in studio No Shame, a cui hanno preso parte nel ruolo di produttori Mark Ronson, Fryars e altri. Si tratta di un disco electropop con influenze dancehall e reggae.
Fra 2019 e 2020, Lily Allen partecipa ad alcune collaborazioni, senza tuttavia pubblicare del materiale come lead artist. Sempre nel 2020 lancia una sua linea di sex toys chiamata Lily Allen x Womanizer.

### Carriera nella moda
Nel 2007 lancia la sua collezione di vestiti rétro e nel 2014 crea la collezione di unghie finte Lily Loves. Nel 2009 viene fotografata da Karl Lagerfeld, il capo designer di Chanel, per una campagna per promuovere una linea di borse.
Nel settembre 2010 apre a Londra il negozio di moda Lucy In Disguise in collaborazione con la sorella Sarah, chiuso poi nel 2014.

### OnlyFans
Nel luglio del 2024 la cantante ha aperto un profilo OnlyFans in cui vende foto dei propri piedi.

## Filantropia
Il 19 dicembre Lily Allen prende parte al Under 1 Roof: A Night For Kids Company, un concerto di beneficenza organizzato dai Coldplay al Hammersmith Apollo di Londra.

## Vita privata
Nel luglio 2009 comincia a frequentare Sam Cooper, un artigiano. Il 1º novembre 2010 venne resa pubblica la notizia che la cantante era stata ricoverata a causa di una setticemia dopo aver perso il bambino di cui era in attesa, al sesto mese di gravidanza. L'11 giugno 2011 Lily sposa il compagno presso la St. James Church, nel Gloucestershire, in Inghilterra. La coppia ha avuto due figlie: Ethel Mary, nata il 25 novembre 2011, e Marnie Rose, nata l'8 gennaio 2013.
Nella biografia In My Thoughts Exactly, Allen confessa di aver avuto una relazione con Liam Gallagher, mentre lui era sposato con Nicole Appleton. A metà del 2015, dopo aver confessato al marito l'infedeltà, Allen e Cooper si separarono. Nel giugno 2018, è stato annunciato che era stato finalizzato il divorzio.
Nel 2019 comincia a frequentare l’attore David Harbour. La coppia convola a nozze il 7 settembre 2020 a Las Vegas.
Nel 2025, dopo quattro anni di matrimonio, la coppia si separa.

## Discografia

### Album
- 2006 – Alright, Still
- 2009 – It's Not Me, It's You
- 2014 – Sheezus
- 2018 – No Shame

## Tournée

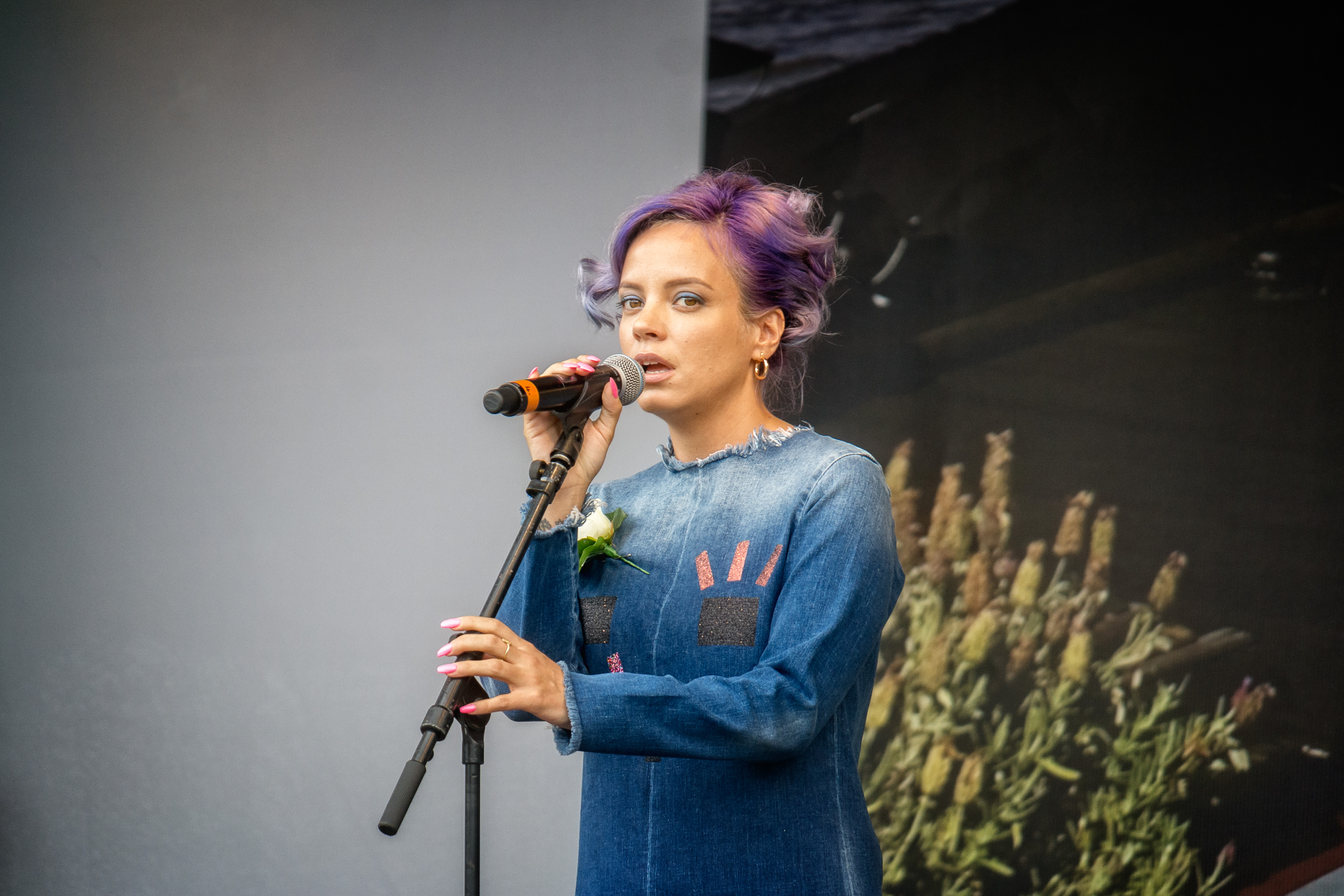
Lily Allen durante una esibizione nel 2016

- 2009/10 – It's Not Me, It's You World Tour
- 2014/15 – Sheezus Tour

### Apparizioni extra

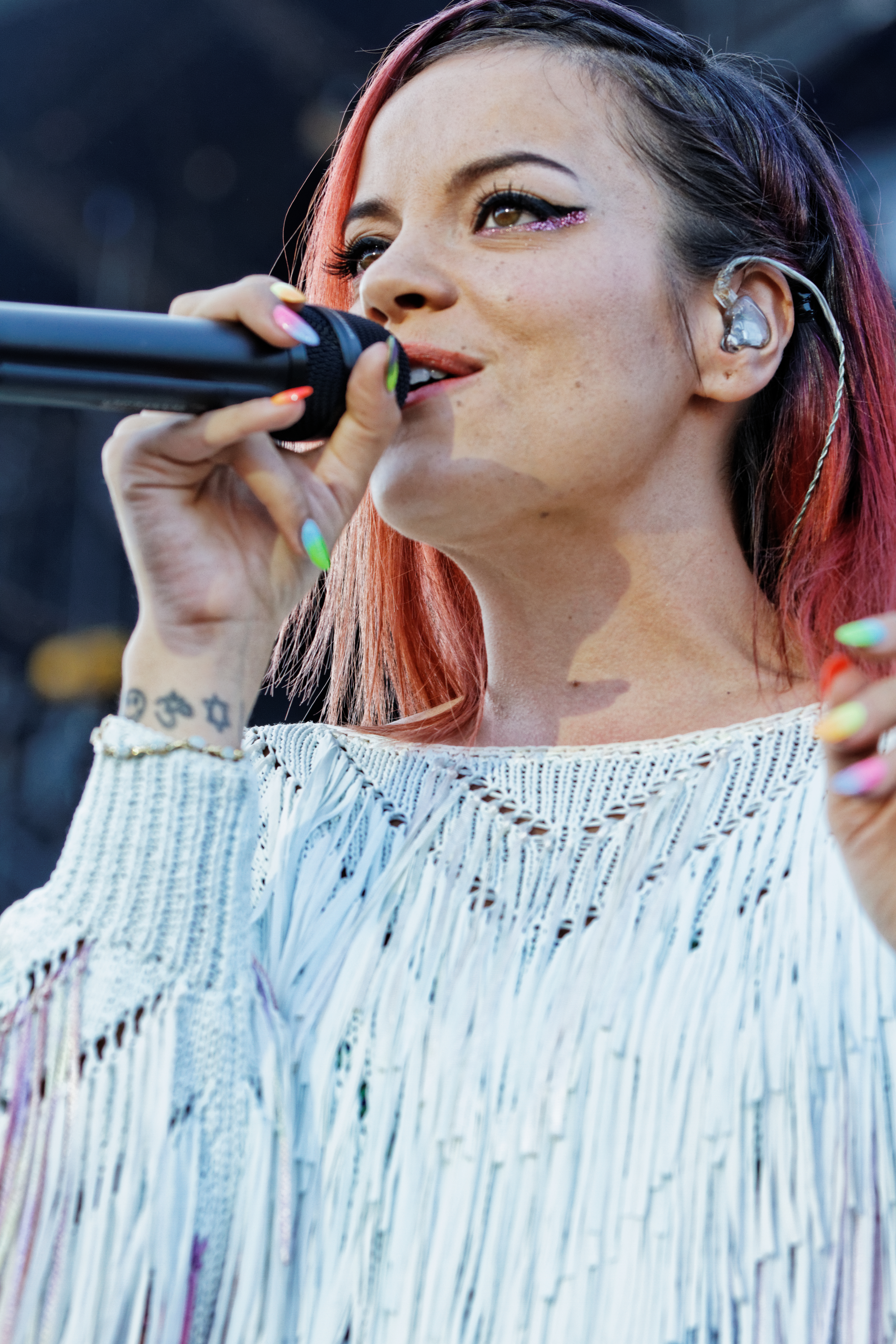
Lily Allen al Festival des Vieilles Charrues 2014

- Accompagna Miley Cyrus nel Bangerz Tour in Nord America.
- Appare insieme ai Rudimental al pyramid stage del festival a Glastonbury.
- Presenta Funlord al Bestival in Inghilterra.

## Televisione
- 1998 - Il Comic Strip Presents...
- 1998 - light lunch
- 1998 - Elizabeth
- 2007 - SNL
- 2007 - Ellen show
- 2006 - Never mind the buzzcocks
- 2006 - Jonathan Ross show
- 2008 - Lily Allen & Friends
- 2008 - BBC3
- 2009 - Neighbours
- 2009 - Ellen show
- 2009 - The hour
- 2009 - BBC3
- 2009 - sunday night project
- 2009 - Friday night project
- 2010 - Sky news
- 2010 - BBC3
- 2011 - Lily Allen: From Riches to Rags
- 2014 - Jimmy Fallon
- 2014 - BBC3
- 2014 - Jonathan Ross show

## Teatro
- 2: 22 – A Ghost Story di Danny Robins, regia di Matthew Dunster. Noel Coward Theatre di Londra (2021)